# Homosexualitet och islam
Homosexualitet inom islam har generellt sett låg acceptans men har börjat tillåtas enligt lag i flera muslimskt dominerade länder. Enligt FN-konventionen om mänskliga rättigheter utgör diskriminering av homosexuella brott mot mänskliga rättigheter. Flera förklaringar till låg acceptans och diskriminering förekommer i debatten: Islam betonar själslig styrka genom renhet till kropp och tanke, för att inte riskera utomäktenskapliga relationer – med liknande argument som 1600-talets puritanism och pietism i västvärlden. Islamvärlden påverkades sent av modernismen. Konservativa värderingar är vanliga i islamiska länder och härrör bland annat från Mellanösterns stamkulturer och från antikolonialt motstånd till västerländska idéer, inklusive mänskliga rättigheter. Under de senaste decennierna har det dessutom blivit allt mer vanligt med fundamentalism (strävan att återgå till Islams medeltida ursprung), men då menar man såsom det beskrivs i Koranen och haditherna, och tar inte hänsyn till berättelser om homosexualitet i muslimvärlden i annan medeltida litteratur. Många gör bokstavliga tolkningar av Koranen (som berör homosexualitet i verserna 29:29 och 26:165 i berättelsen om profeten Lut i Sodom och Gomorra) och haditherna.
Emellertid finns acceptans för homosexualitet bland liberala muslimer som tolkar in frihet och mänskliga rättigheter inom islam i Koranens grundläggande budskap, och menar att moderniteten innebär möjligheter för den islamiska världen att utvecklas mot islams vision om rättvisa och jämlikhet. Haditherna och Koranen fördömer homosexualitet, men liberala muslimer gör omtolkningar av Koranen, och accepterar inte hadither som helig skrift.

## Lagstöd i dagens muslimvärld
Sexuella relationer mellan homosexuella är lagligt i tjugotvå stater och områden med en muslimsk majoritetsbefolkning. Merparten av dessa stater och områden har en sekulär lagstiftning. En del av staterna har skrivit på internationella konventioner om mänskliga rättigheter. I följande stater och områden med muslimsk majoritetsbefolkning är sexuella relationer mellan homosexuella ej förbjudna i lag: Abchazien, Albanien, Azerbajdzjan, Bahrain, Bosnien och Hercegovina, Burkina Faso, Tchad, Djibouti, Guinea-Bissau, Irak, Elfenbenskusten, Jordanien, Kazakstan, Kosovo, Kirgizistan, Mali, Niger, Nordcypern, Tadzjikistan, Turkiet, Västbanken (staten Palestina) och Indonesien (m
Med undantag för Aceh territorium.). I länder som Albanien, Libanon och Turkiet har det dessutom förekommit diskussioner om att legalisera samkönade äktenskap.
Homosexuella relationer mellan kvinnor är lagliga i Kuwait, men homosexuella handlingar mellan män är olagliga. I Somalia är homosexuell aktivitet förbjudet, och i Afghanistan, Brunei, Iran, Mauretanien, Nigeria, Saudiarabien, Sudan och Jemen, är det dessutom belagt med dödsstraff, vilket bryter mot FN-konventionen om mänskliga rättigheter.

## Historisk förekomst
I islamisk poesi och annan litteratur från medeltiden finns homoerotiska teman och belägg för att människor med samma kön har åtrått varandra och haft sexuell aktivitet. Litteraturen är skriven av respektabla samhällsmedborgare, religiösa skolor och den utbildade eliten i den dåvarande islamiska civilisationen. Emellertid finns det endast lite beskrivet om kvinnlig homosexualitet. 
Vissa muslimer känner dock inte till detta, utan betraktar homosexualitet som ett nytt och västerländskt fenomen och att det är oislamiskt. Andra hävdar till och med att det inte finns homosexuella individer i muslimska länder.
Den fransk-algeriske imamen Ludovic-Mohamed Zahed hävdar att islam historiskt har haft en relativt tolerant inställning till homosexualitet och transpersoner, och att dess syn på homosexualitet låg nära antikens Rom och Grekland.

## Bland västvärldens muslimer
Bland konservativa muslimer i Europa accepteras inte homosexualitet. I Sverige har homosexuella muslimer vittnat om diskriminering.
Ludovic-Mohamed Zahed öppnade 2012 en moské i Paris som välkomnar hbt-personer. Sveriges Unga Muslimer har samarbetat med RFSL i projektet Alla lika, alla olika. Andra HBT-organisationer inom islam är bland andra Homan i Göteborg, al-Fatiha och Muslim Alliance for Sexual and Gender Diversity i USA, Marhaba i Australien, Safra Project i Storbritannien, Salaam och Toronto Unity Mosque i Kanada, med flera.